# Ла-Пен-сюр-Ювон
Ла-Пен-сюр-Ювон (фр. La Penne-sur-Huveaune) — коммуна на юго-востоке Франции в регионе Прованс — Альпы — Лазурный Берег, департамент Буш-дю-Рон, округ Марсель, кантон Обань.
Площадь коммуны — 3,56 км², население — 6153 человека (2006) с тенденцией к росту: 6300 человек (2012), плотность населения — 1769,7 чел/км².

## Население
Население коммуны в 2011 году составляло 6338 человек, а в 2012 году — 6300 человек.
| 1962 | 1968 | 1975 | 1982 | 1990 | 1999 | 2006 | 2011 | 2012 |
| ---- | ---- | ---- | ---- | ---- | ---- | ---- | ---- | ---- |
| 3736 | 4489 | 5095 | 5782 | 5879 | 6005 | 6153 | 6338 | 6300 |

Динамика населения:

## Экономика
В 2010 году из 3985 человек трудоспособного возраста (от 15 до 64 лет) 2887 были экономически активными, 1098 — неактивными (показатель активности 72,4 %, в 1999 году — 67,6 %). Из 2887 активных трудоспособных жителей работали 2542 человекв (1263 мужчины и 1279 женщин), 345 числились безработными (179 мужчин и 166 женщин). Среди 1098 трудоспособных неактивных граждан 404 были учениками либо студентами, 374 — пенсионерами, а ещё 320 — были неактивны в силу других причин.
На протяжении 2010 года в коммуне числилось 2505 облагаемых налогом домохозяйств, в которых проживало 6264,0 человека. При этом медиана доходов составила 20 тысяч 057 евро на одного налогоплательщика.